# Čaršija de Beljina
La čaršija de Beljina (en serbe cyrillique : Чаршија у Бељини ; en serbe latin : Čaršija u Beljini) est une ancienne čaršija située à Beljina, en Serbie, dans la municipalité de Barajevo et sur le territoire de la ville de Belgrade. Construite dans la première moitié du XIXe siècle, elle est inscrite sur la liste des entités spatiales historico-culturelles protégées de la république de Serbie et sur la liste des biens culturels de la ville de Belgrade.
Une čaršija est un type de quartier caractéristique de l'époque ottomane dans les Balkans.

## Présentation

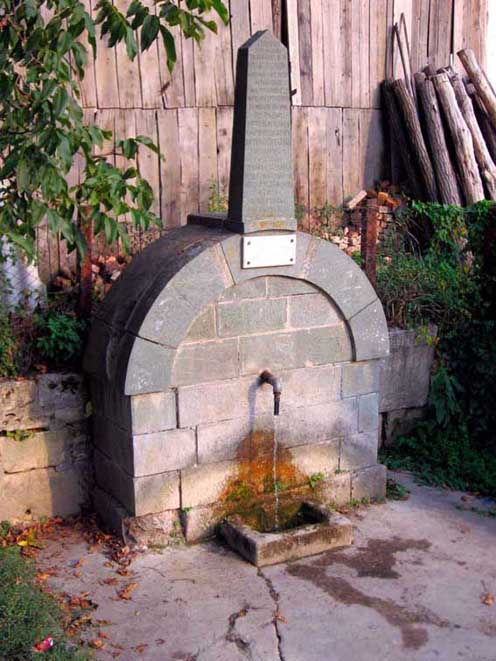
Une fontaine à Beljina

Le village de Beljina est situé au sud de Barajevo, dans la vallée de la rivière Beljanica. Des vestiges y ont été mis au jour, remontant au Néolithique, à l'Antiquité et au Moyen Âge.
La čaršija s'est développée autour de la rue principale du village dans la première moitié du XIXe siècle, dans les premières décennies de la principauté de Serbie, progressivement affranchie de la tutelle ottomane. Elle témoigne du développement économique de l'époque. On y trouve notamment une église consacrée à Saint-Michel, construite de 1813 à 1819, avec une iconostase peinte par Dimitrije Posniković en 1849, ainsi que la maison et la taverne de la famille Ljubinković, toutes deux bâties au milieu des années 1900.